# 格哈德·林德曼
格哈德·海因里希·林德曼（1896年8月2日 - 1994年4月28日）是第二次世界大战期间的德意志國防軍將領，曾擔任德國國防軍陸軍第361步兵師師長並獲頒騎士鐵十字勳章。
1944年7月苏联發動利沃夫-桑多梅日攻勢後，林德曼向苏联红军投降。他被苏联判方面視為战犯，並被关押至1955年。